# Панаева, Муза Николаевна
Муза Николаевна Панаева (19 ноября 1927, Шуя — 6 июня 1999, Одесса) — советский художник кино.

## Биография
Родилась в 1927 году городе Шуя, Ивановская область, РСФСР.
В 1944—1949 годах училась в Палехском художественном училище имени. А. М. Горького.
С 1949 года работала в Палехских художественно-производственных мастерских.
В 1955 году окончила художественный факультет ВГИКа.
С 1956 года работала художником-постановщиком на Одесской киностудии.
Умерла в 1999 году в Одессе.

## Фильмография
Художник-постановщик при создании фильмов:
- 1957 — Орлёнок
- 1959 — Жажда
- 1959 — Как поссорился Иван Иванович с Иваном Никифоровичем
- 1965 — Одесские каникулы
- 1967 — Продавец воздуха
- 1967 — У моря, где мы играли (к/м)
- 1969 — Если есть паруса
- 1970 — Севастополь
- 1971 — Последнее дело комиссара Берлаха
- 1972 — За твою судьбу
- 1973 — Ринг
- 1974 — Наследники
- 1975 — Порт
- 1976 — Город с утра до полуночи
- 1978 — Отряд особого назначения
- 1978 — Квартет Гварнери
- 1979 — Шкура белого медведя
- 1981 — Право руководить
- 1981 — Я — Хортица
- 1983 — Экипаж машины боевой
- 1984 — Действуй по обстановке!
- 1986 — Удивительная находка или самые обыкновенные чудеса